# Aurélio de Lira Tavares
Aurélio de Lira Tavares (Paraíba, 7 de noviembre de 1905 - Río de Janeiro, 18 de noviembre de 1998) fue un militar brasileño. Ejerció la presidencia de la junta militar de 1969 que depuso al presidente Artur da Costa e Silva.
Siendo general, se desempeñó como Ministro del Ejército e Jefe de la 2.ª Junta Militar Provisoria del Poder ejecutivo del Brasil por 60 días, La Junta También Comprende del Ministro de Fuerza Aérea, Marcio Mello y del Ministro de la Marina, Augusto Rademaker. Lira Tavares fue jefe de la Junta entre 31 de agosto y 30 de octubre de 1969, durante la dictadura militar que vivió su país entre 1964 y 1985.
Como Ministro del Ejército asumió la jefatura del gobierno de hecho por el Acto Institucional n.º 12/69, durante el impedimento temporal de Presidente de la República.
- Datos: Q1789350
- Multimedia: Aurélio de Lira Tavares / Q1789350